# Aloys Desmet
Aloys Desmet (Ooigem, 12 juni 1867 - Mechelen, 4 juli 1917) was een Belgisch componist, poëet en oud-directeur van het Lemmensinstituut.

## Leven
Aloys (Aloïs) Desmet begon - net als zijn broer Alfons - in 1885 zijn muziekstudies aan het Lemmensinstituut van Mechelen, dat toen onder leiding stond van Edgar Tinel. In 1888 behaalde hij het diploma orgel van de eerste graad (later de Prijs Lemmens-Tinel genoemd), waarop Tinel hem als orgelleraar in dienst nam. Toen Edgar Tinel in 1909 directeur werd in het Conservatorium van Brussel, volgde Desmet hem op. Hij werd directeur van het Lemmensinstituut maar ook kapelmeester van de St.-Romboutskathedraal. Onder zijn leiding nam de school een grote uitbreiding, waarbij het leerlingenaantal verdubbelde. Ook buiten de muren van zijn school zette hij zich in voor de verbetering van de kerkmuziek. Hij stichtte een afdeling van de Gregoriusvereniging in Mechelen, richtte verschillende kostersbonden op, gaf lezingen over muziekgeschiedenis en liturgische muziek en gaf muziekles in kloosters. Hij richtte in Mechelen ook een koor op , dat als Cijferistengild (later Mechelsch Gemengd Koor) door het leven ging. De zangers leerden via cijferschrift honderd en meer kilo’s Vlaamse muziek die Desmet voor hen omzette. Onder zijn leiding zongen ze gedurende tien jaar op allerlei concerten en Liederavonden voor het volk, vaak in samenwerking met August De Boeck en Herman Baccaert (die Desmets schoonbroer was). In 1910 gaf Desmet de fakkel door aan de Mechelse organist Durieux.

## Werk
Desmet componeerde verscheidene missen en motetten voor koor en orgel (onder meer Missa in hon. Sti Liberti, Missa in hon. Sti Martini, Missa in hon. Sti Joannis Berchmans, Missa O Aator Castitatis). Hij legde zichzelf bewust de beperking op om deze werken in toegankelijke, niet al te moeilijke maar steeds waardige stijl te componeren, zodat ze binnen de uitvoeringsmogelijkheden lagen van organisten en koren op het platteland en ook lang op hun repertoire bleven staan. Het Caecilien-Verein nam zijn werken op in haar cataloog en maakte zo de naam ook in Duitsland bekend. Samen met zijn broer Alfons en zijn vriend en collega Oscar Depuydt bracht Desmet een standaardwerk in negen boekdelen tot stand, het Organum Comitans: orgelbegeleidingen van het Graduale Vaticanum, dat tot op vandaag zijn diensten bewijst. Aan het begin van de Tweede Wereldoorlog ging zijn hele partituurvoorraad in vlammen op, ook zijn drukplaten gingen verloren. Zijn niet-godsdienstige composities blijven beperkt tot enkele liederen in romantische trant, gekenmerkt door een fijne, originele begeleiding op de tekst van R.J. Jordens, Wiegenlied (1906).

## Herdenking
Naar aanleiding van het 100-jarige overlijden van componist Aloys Desmet, organiseerde de erfgoedwerkgroep van Wielsbeke een eerbetoon aan de componist. De erfgoedwerkgroep organiseerde het project in samenwerking met de Heemkundige kring en de plaatselijke koren Cantalys, Laudate Laurentius en Sint-Cecilia. Het eerbetoon bestond uit twee verschillende luiken die telkens vanuit een andere invalshoek het leven en werk van Aloys Desmet deed belichten. Ze gingen samen aan de slag om de tijdsgeest en het levensverhaal van Desmet te schetsen. Ze verdiepten zich gedurende het werkjaar in de liederen gecomponeerd door Aloys Desmet. In de kerk brachten ze zijn werken, samen met een soliste en organist die enkele specifieke muziekstukken voor hun rekening namen.
- International Standard Name Identifier: 0000 0003 9343 4635
- MusicBrainz: fbe35ea1-65ad-46d0-9621-e423259b6b99
- Nederlandse Thesaurus van Auteursnamen: 29237349X
- Virtual International Authority File: 287702471
- WorldCat: E39PBJqQt898R7Hthvd48vB773